# Intel Itanium 2

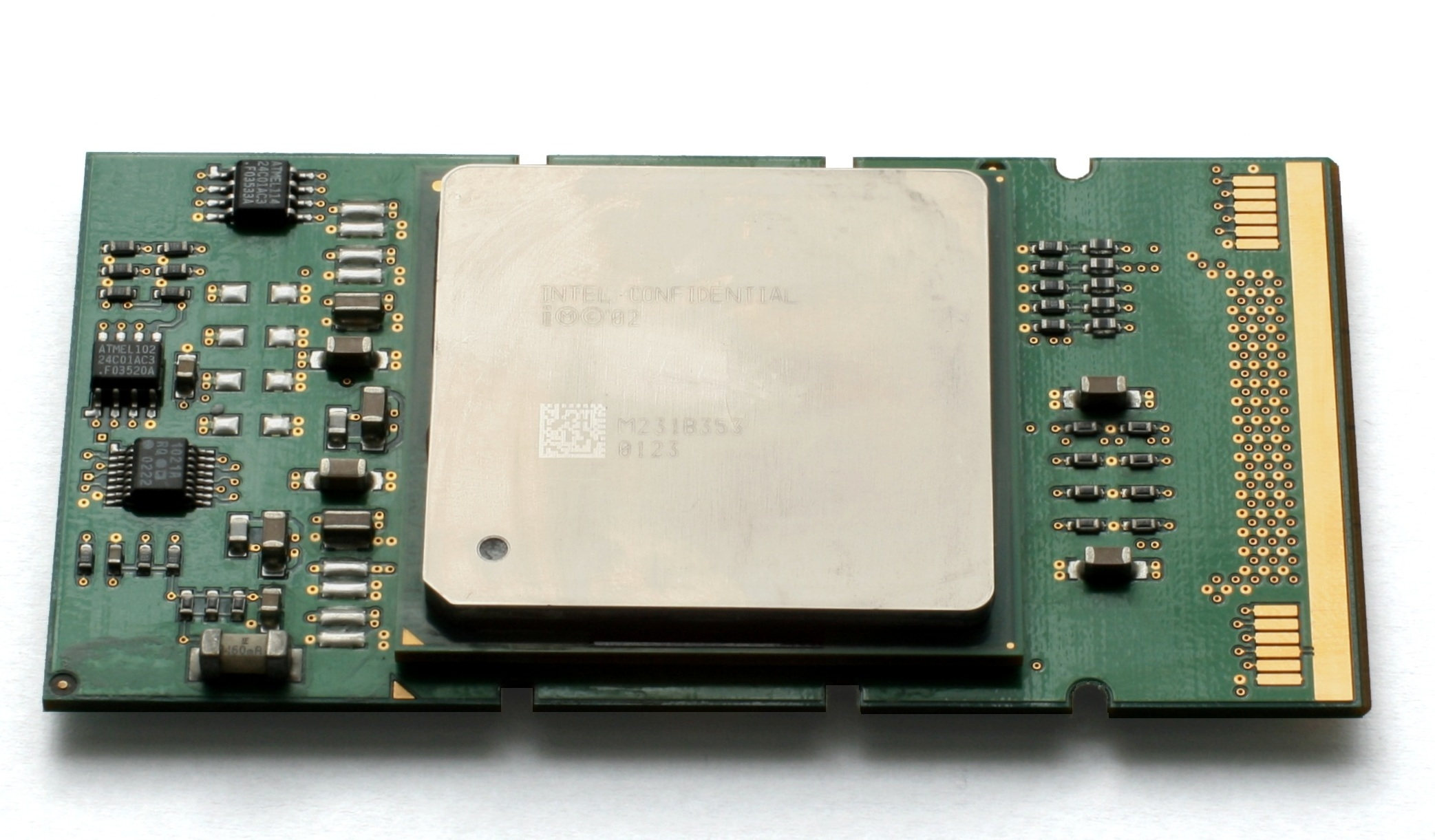

L'Itanium 2 est un microprocesseur d'architecture IA-64. Il est le successeur de l'Itanium. Présenté pour la première fois le 8 juillet 2002, il a été développé conjointement par Hewlett-Packard (HP) et Intel.
L'architecture Itanium est basée sur la technologie EPIC (Explicitly Parallel Instruction Computing), considérée comme le successeur du RISC.
Jusqu'à maintenant, tous les processeurs Itanium 2 partagent une hiérarchie de cache commune. Ils possèdent 16 Kio de cache de données de premier niveau (L1). Le cache de second niveau (L2), de 256 Kio, est unifié (contient les instructions et les données). Le cache de troisième niveau (L3) est aussi unifié. Sa taille varie de 1,5 Mio à 9 Mio. Dans un choix intéressant de conception, le cache L2 contient la logique suffisante pour effectuer des opérations de sémaphore sans déranger l'UAL principale.
Le bus d'Itanium 2, parfois appelé Scalability Port, est très souvent nommé bus McKinley. C'est un bus de 200 MHz à double débit de données (DDR) dont la largeur est de 128 bits, soit plus de trois fois la largeur de bande du bus Merced. En 2004, Intel sortit des processeurs dotés de bus à 266 MHz, augmentant la largeur de bande à 8,5 Go/s. En 2005, des processeurs dont la largeur de bande était de 10,6 Go/s apparurent sur le marché, dotés de bus de 333 Mhz.
L'avenir de la famille des Itaniums semble reposer dans les puces multi-cœurs, comme le montrent les informations disponibles au sujet des futures générations comme Montecito (Itanium² 9000), Montvale (Itanium 9100) et Tukwila (ce ne sont que des noms de code internes à Intel, finalement ces produits porteront très probablement également la marque Itanium).
Les systèmes d'exploitation fonctionnant sur Itanium 2 sont :
- HP-UX 11i v2, 11i v3
- Linux
- Microsoft Windows XP 64
- Windows Vista
- Windows Server 2003
- Windows Server 2008
- Windows Server 2008 R2
- OpenVMS 8.2
- System i (AS/400)